# Crotalaria uliginosa
Crotalaria uliginosa är en ärtväxtart som beskrevs av Cheng Chiu Huang. Crotalaria uliginosa ingår i släktet sunnhampor, och familjen ärtväxter. Inga underarter finns listade i Catalogue of Life.